# Salwador na Letnich Igrzyskach Olimpijskich 1972
Salwador na Letnich Igrzyskach Olimpijskich 1972 reprezentowało 11 zawodników (11 mężczyzn). Był to 2. start reprezentacji Salwadoru na letnich igrzyskach olimpijskich.

## Reprezentanci

### Pływanie
| Zawodnik                                                          | Konkurencja                        | Eliminacje       | Eliminacje       | Półfinał         | Półfinał         | Finał            | Finał            |
| Zawodnik                                                          | Konkurencja                        | Czas             | Miejsce          | Czas             | Miejsce          | Czas             | Miejsce          |
| ----------------------------------------------------------------- | ---------------------------------- | ---------------- | ---------------- | ---------------- | ---------------- | ---------------- | ---------------- |
| Antonio Ferracuti                                                 | 100 m stylem dowolnym              | 56.69            | 5.               | Nie awansował    | Nie awansował    | Nie awansował    | Nie awansował    |
| Salvador Vilanova                                                 | 100 m stylem dowolnym              | 56.57            | 7.               | Nie awansował    | Nie awansował    | Nie awansował    | Nie awansował    |
| Tomás Rengifo                                                     | 200 m stylem dowolnym              | 2:08.67          | 7.               | —                | —                | Nie awansował    | Nie awansował    |
| Salvador Vilanova                                                 | 200 m stylem dowolnym              | Nie wystartował  | Nie wystartował  | Nie wystartował  | Nie wystartował  | Nie wystartował  | Nie wystartował  |
| Sergio Hasbún                                                     | 100 m stylem grzbietowym           | 1:06.53          | 6.               | Nie awansował    | Nie awansował    | Nie awansował    | Nie awansował    |
| Reynaldo Patiño                                                   | 100 m stylem grzbietowym           | Nie wystartował  | Nie wystartował  | Nie wystartował  | Nie wystartował  | Nie wystartował  | Nie wystartował  |
| Sergio Hasbún                                                     | 200 m stylem grzbietowym           | 2:27.93          | 6.               | —                | —                | Nie awansował    | Nie awansował    |
| Piero Ferracuti                                                   | 100 m stylem klasycznym            | 1:16.74          | 7.               | Nie awansował    | Nie awansował    | Nie awansował    | Nie awansował    |
| Alejandro Cabrera                                                 | 200 m stylem klasycznym            | 2:56.60          | 8.               | —                | —                | Nie awansował    | Nie awansował    |
| Piero Ferracuti                                                   | 200 m stylem klasycznym            | 2:45.73          | 7.               | —                | —                | Nie awansował    | Nie awansował    |
| Salvador Vilanova                                                 | 100 m stylem motylkowym            | 1:01.25          | 6                | Nie awansował    | Nie awansował    | Nie awansował    | Nie awansował    |
| Antonio Ferracuti Reynaldo Patiño Tomás Rengifo Salvador Vilanova | Sztafeta 4 × 100 m stylem dowolnym | 3:49.14          | 7.               | —                | —                | Nie awansowli    | Nie awansowli    |
| Antonio Ferracuti Sergio Hasbún Tomás Rengifo Salvador Vilanova   | Sztafeta 4 × 200 m stylem dowolnym | Nie wystartowali | Nie wystartowali | Nie wystartowali | Nie wystartowali | Nie wystartowali | Nie wystartowali |

### Strzelectwo
Mężczyźni
| Zawodnik              | Konkurencja                          | Finał  | Finał   |
| Zawodnik              | Konkurencja                          | Punkty | Miejsce |
| --------------------- | ------------------------------------ | ------ | ------- |
| José Luis Rosales     | Pistolet szybkostrzelny 25 m         | 543    | 56.     |
| José Mario Valdez     | Karabin małokalibrowy leżąc 50 m     | 569    | 98.     |
| Juan Antonio Valencia | Karabin małokalibrowy leżąc 50 m     | 576    | 91.     |
| Juan Antonio Valencia | Karabin małokalibrowy 3 postawy 50 m | 1053   | 62.     |
| Andrés Amador         | Skeet                                | 180    | 47.     |